# KGB Stadion
KGB Stadion er et fodboldstadion i Kalundborg, som er hjemsted for Danmarksseriens Kalundborg Gymnastikforening og Boldklub (KGB). KGB Stadion samt ståpladsen er bygget i 1899.